# Liste der Landesplanungsbehörden
Übersicht über die für Landesplanung zuständigen Behörden in Deutschland
| Bundesland             | Oberste Landesplanungsbehörde                                                                                               | Obere Landesplanungsbehörde                                                               | Untere Landesplanungsbehörde                            | Träger der Regionalplanung                                            |
| ---------------------- | --- | ----------------------------------------------------------------------------------------- | ------------------------------------------------------- | --------------------------------------------------------------------- |
| Baden-Württemberg      | Ministerium für Landesentwicklung und Wohnen                                                                                | „Höhere Landesplanungsbehörde“: Regierungspräsidien                                       | -                                                       | Regionalverbände                                                      |
| Bayern                 | Staatsministerium für Wirtschaft, Landesentwicklung und Energie                                                             | Regierungen                                                                               | Kreise                                                  | Regionale Planungsverbände                                            |
| Berlin                 | Senatsverwaltung für Stadtentwicklung und Umwelt, Gemeinsame Landesplanungsabteilung Berlin-Brandenburg                     | -                                                                                         | -                                                       | -                                                                     |
| Brandenburg            | Ministerium für Infrastruktur und Landesplanung, Gemeinsame Landesplanungsabteilung Berlin-Brandenburg                      | -                                                                                         | -                                                       | Regionale Planungsgemeinschaften                                      |
| Bremen                 | (Senator für Umwelt, Bau und Verkehr)                                                                                       | -                                                                                         | -                                                       | -                                                                     |
| Hamburg                | Behörde für Stadtentwicklung und Wohnen                                                                                     | -                                                                                         | -                                                       | -                                                                     |
| Hessen                 | Ministerium für Wirtschaft, Energie, Verkehr und Landesentwicklung                                                          | Regierungspräsidien                                                                       | -                                                       | -                                                                     |
| Mecklenburg-Vorpommern | Ministerium für Energie, Infrastruktur und Landesentwicklung                                                                | -                                                                                         | Ämter für Raumordnung und Landesplanung                 | Regionale Planungsverbände                                            |
| Niedersachsen          | „zuständige Fachministerium“: Niedersächsisches Ministerium für Ernährung, Landwirtschaft und Verbraucherschutz             | Ämter für regionale Landesentwicklung (Braunschweig, Leine-Weser, Lüneburg und Weser-Ems) | Kreise/kreisfreie Städte/Zweckverband (BS)              | = Untere Landesplanungsbehörde                                        |
| Nordrhein-Westfalen    | „Landesplanungsbehörde“: Ministerium für Wirtschaft, Innovation, Digitalisierung und Energie des Landes Nordrhein-Westfalen | Regionalplanungsbehörde: Bezirksregierungen, Regionalverband Ruhr                         | Untere staatliche Verwaltungsbehörde: Landrat/Landrätin | Regionalräte                                                          |
| Rheinland-Pfalz        | Ministerium des Innern und für Sport                                                                                        | Struktur- und Genehmigungsdirektionen                                                     | Landkreise                                              | Regionale Planungsgemeinschaften                                      |
| Saarland               | „Landesplanungsbehörde“: Ministerium für Inneres und Sport                                                                  | -                                                                                         | -                                                       | -                                                                     |
| Sachsen                | „Oberste Raumordnungs- und Landesplanungsbehörde“: Innenministerium                                                         | „Höhere Landesplanungsbehörde“: Landesdirektionen                                         | -                                                       | Regionale Planungsverbände                                            |
| Sachsen-Anhalt         | Ministerium für Landesentwicklung und Verkehr                                                                               | Landesverwaltungsamt                                                                      | Kreise/kreisfreie Städte                                | Landkreise und kreisfreie Städte in Regionalen Planungsgemeinschaften |
| Schleswig-Holstein     | „Landesplanungsbehörde“: Staatskanzlei                                                                                      | -                                                                                         | -                                                       | -                                                                     |
| Thüringen              | Thüringer Ministerium für Inneres, Kommunales und Landesentwicklung                                                         | Landesverwaltungsamt                                                                      | -                                                       | Regionale Planungsgemeinschaften (beim Landesverwaltungsamt)          |

(Quelle: Internetauftritte der aktuell amtierenden Landesregierungen, Stand: Februar 2013; Ministerien aktualisiert Mai 2015)